# 学校法人鎮西学園
学校法人鎮西学園（がっこうほうじんちんぜいがくえん）とは、日本の学校法人。

## 概要
1888年（明治21年）、福岡県久留米市善導寺町に浄土宗学鎮西支校として創立された、熊本県下唯一の仏教系私立学校である。1901年（明治34年）、熊本市の鎮西学園現在地へ移転。2008年（平成20年）に、創立120周年を迎えた。

## 設置校
- 真和中学校・高等学校
- 鎮西高等学校